# Marijampolė län
Marijampolė är ett av tio län i Litauen och har staden Marijampolė som förvaltningscentrum. Totalt har länet 156 795 invånare (2013) och en area på 4 463 km².
Den 1 juli 2010 avskaffades länsstyrelsen, varefter länet numera endast är en territoriell och statistisk enhet.